# I'm a Man (The Spencer Davis Group)
I'm a Man è un singolo degli Spencer Davis Group del 1967.

## Il brano
Scritta da Steve Winwood e Jimmy Miller e pubblicata poco tempo dopo la fortunata Gimme Some Lovin', si ispira fortemente al suono dell'etichetta Motown e all'R&B secondo gli standard del gruppo. Oltre ad aver ricevuto critiche positive, I'm a Man ha raggiunto rispettivamente la nona e la decima posizione delle classifiche britanniche e statunitensi.
Fra gli artisti che hanno realizzato delle cover del brano vi sono i Chicago, i Macho, i Tribe of Gypsies, i Los Lonely Boys e Ty Segall.